# جامع جوارتا الكبير
جامع جوارتا الكبير هو من مساجد العراق التاريخية الأثرية الواقعة في محافظة السليمانية في منطقة كردستان العراق، ولقد شيد مبناه عام 1171هـ، وتقام فيه صلاة العيدين وصلاة الجمعة والصلوات الخمس المكتوبة، ويقع في قضاء جوارتا في السليمانية وتبلغ مساحته حوالي 1000 م2، ويحتوي على مدرسة دينية تعد من أهم مدارس منطقة كردستان، وتبلغ مساحة المصلى 400م2، ويتوسطه محراب وعن يمين المحراب منبر للامام والخطيب، صنع من مادة الخشب الصاج ويقوم المبنى على أربعة أعمدة كونكريت، ولقد تم صيانته وتجديده حديثاً، ووضعت له سقوف ثانوية، وتم بناء منارتين مخروطية الشكل ذات حوض واحد أمام واجهة الجامع بتصميم هندسي ومعماري إسلامي جميل.